# 瑟蘭督伊
瑟蘭督伊（Thranduil）是托爾金（J. R. R. Tolkien）奇幻小說裡的虛構角色，幽暗密林的精靈國王，他在《哈比人歷險記》裡登場，在《魔戒》亦有提及，而《未完成的故事》對瑟蘭督伊的故事也有一些記載。
在2014年哈比人電影中，瑟蘭督伊被描述成一位貌美卻冷酷的精靈國王，對古老的寶物有著難以形容的迷戀，並相當以自己的高等精靈血統為傲（瑟蘭督伊其實是灰精靈，跟愛隆王和凱蘭崔爾女王等高等精靈不同，分類上高等精靈高於灰精靈，而灰精靈又高於木精靈）。

## 小說
《魔戒首部曲：魔戒再現》述，瑟蘭督伊是在巴拉多（Barad-dûr）建立之前從林頓向東進發的一位辛達族精靈，亦是幽暗密林北部西爾凡精靈的國王，擁有金髮。
《哈比人歷險記》只是稱他為「精靈國王」。他與長湖鎮的人類保持著貿易關係。當矮人首領索林·橡木盾（Thorin Oakenshield）及他的伙伴進入幽暗密林後，他們被瑟蘭督伊旗下的精靈生擒。在了解索林的意圖後，瑟蘭督伊表示可以提供協助，但索林須返還當年被矮人侵佔的寶石項鍊，但索林不願意配合於是被囚禁。後來比爾博·巴金斯（Bilbo Baggins）用計解救出眾矮人。
惡龍史矛革（Smaug）死後，瑟蘭督伊帶著軍隊前去援助長湖鎮災民。他隨後與人類弓箭手巴德帶隊前往孤山（Erebor），欲向矮人拿回項鍊。索林拒絕，但比爾博暗中把索恩的家傳寶鑽送給瑟蘭督伊，希望以此作為條件與索林交易進而避免戰爭。而後因波格帶領的半獸人大軍到來，引發五軍之戰，瑟蘭督伊與人類、矮人聯合起來抗敵。在索林於五軍之戰中陣亡後，瑟蘭督伊讓家傳寶鑽給索林陪葬了。
瑟蘭督伊是歐瑞費爾（Oropher）的兒子及勒苟拉斯（Legolas）的父親。在《魔戒》裡，勒苟拉斯參與了魔戒遠征隊；並和葛羅音（Glóin）之子金靂（Gimli）逐漸建立起深厚的友情，這有助於化解瑟蘭督伊子民及矮人之間的衝突。
據《魔戒》附錄所載，魔戒聖戰時期，索倫（Sauron）部下的半獸人攻擊幽暗密林，引發幽暗密林之戰。索倫敗亡後不久，瑟蘭督伊與羅斯洛立安的凱蘭崔爾和凱勒鵬帶領的軍隊會合，共同摧毀了多爾哥多，淨化了本來充滿邪惡生物的幽暗密林。戰後，勒苟拉斯及其他西爾凡精靈與以金靂為首的矮人一起重建剛鐸（Gondor）首都米那斯提力斯（Minas Tirith）。

## 名字来源
Thranduil含意為「蓬勃的春天（vigorous）」。由tharan“vigorous”+*tuil“spring”合成。

## 改編描述
- 1977年，奥托·普雷明格為動畫版《哈比人歷險記（英语：The Hobbit (1977 film)）》的瑟蘭督伊配音。
- 2012年开始上映、彼得·傑克森執導的《哈比人電影系列》中，由李·培斯饰演瑟兰督伊[5][6][7]。他在《哈比人：意外旅程》的序幕首度出場，騎著一隻鹿。
- 瑟蘭督伊也是遊戲《魔戒：中土大戰II》中的角色之一[8]。